# 분열형 인격장애
분열형 성격장애(分裂型性格障碍, Schizotypal personality disorder, StPD 혹은 SPD) , 혹은 분열형 장애(schizotypal disorder)는 사고 장애(thought disorder), 편집증, 사회 불안, 비현실감(derealization), 일시적 정신증, 통념과 거리가 먼 믿음 등의 특징을 보이는 A군 성격장애로, 정신질환 진단 및 통계 편람(Diagnostic and Statistical Manual of Mental Disorders) 제5판 DSM-5에 설명되어 있다. 클러스터 A(cluster A)로 분류된 성격장애는 이상하고 기이한(odd and eccentric) 행동이라는 특성을 기반으로 하는데, 이는 극적(dramatic)이고 불안한(anxious) 행동으로 알려진 B군 성격장애(cluster B personality disorder)와 C군 성격장애(cluster C personality disorder)와는 다르다. 국제질병분류(International Classification of Diseases) 최신판인 ICD-11에서, 분열형 성격장애는 성격장애가 아니라 정신질환 장애(psychotic disorder)로 분류되어 있다.
환자는 주로 타인이 자신에 대한 부정적인 사고와 관점을 품고 있다는 믿음 때문에, 타인과의 사회적 연결(social connection) 형성 및 유지에 명백한 불편을 느끼기도 한다. 환자는 대화에서 기대한 반응을 보이지 않거나 자기말을 하는 식으로 대화에서 이상한 반응을 보일 수 있다. 이들은 상황을 이상하게 혹은 흔하지 않은 의미를 갖는 것으로 자주 해석한다. 편집적이거나 미신적인 믿음도 흔히 보인다. 이들은 자신의 사고와 행동이 '장애(disorder)'에 해당하는 것을 반대하며, 우울이나 불안에 대한 치료를 받으려 한다. 분열형 성셕장애는 일반 인구에서 3% 정도 발생하며 남성에게서 더 흔하게 진단된다.
Schizotype이라는 용어는 산도 라도(Sandor Rado)가 1956년 schizophrenic phenotype의 약어로 처음 고안했다.
증상과 행동양식이 조현병의 양성증상과 유사하나, 증세가 조현병의 진단기준을 만족하는 정도는 아니며 성격처럼 지속적으로 나타난다. 그러나 시간의 경과에 따라 조현병이나 망상장애로 발전하기도 한다. 최근 연구자들은 조현병이나 망상장애와 함께 '조현병 스펙트럼'에 포함된다는 이론을 제시하기도 한다.

## 증세
다음 중 전체 또는 일부의 증상이 나타난다.
- 외부 사건들이 독특한 개인적 의미를 갖는 듯한 느낌
- 별난 생각, 믿음, 지각, 행동
- 이상한 말
- 의심스러운, 편집증(偏執症)적인 생각들
- 무미건조하거나 이상한 감정 표현들
- 가족 외에 가까운 친구들이 없음
- 과도한, 지속적인 사회 불안증(social anxiety)

## 진단

### DSM-5-TR
정신질환 진단 및 통계 편람(Diagnostic and Statistical Manual of Mental Disorders) 제5판 수정판 DSM-5-TR 성격장애(personality disorders) 관련 제2장(section II chapter)에 의하면, 분열형 성격장애는 "친밀한 관계, 인지적 인식적 왜곡, 행동의 기이성에서 보이는 격렬한 불편감 패턴(a pattern of acute discomfort in close relationships, cognitive or perceptual distortions, and eccentricities of behavior)"으로 정의된다. 9개 진단 기준 가운데 최소 5개가 충족되면 분열형 성격장애로 진단된다. 진단 기준은 DSM-IV-TR으로부터 유지하는 것이다. 상술한 기준에 더하여, 증상이 조현병과 같은 정신병을 일으키는 질환이 발현한 것도 아니고, 자폐 스펙트럼 장애(autism spectrum disorder)가 발현한 것도 아닌 경우에 한하여, 진단은 내려진다.
분열형 성격장애는 5개 이상의 특성을 보인다.
- 관계 사고 (관계 망상은 아님)(Ideas of reference (but not the delusions of reference))
- 이상한 신념 혹은 주술적 사고 (예) 초자연적 혹은 학대 가해자에 대한 특정한 연결이나 유대)(Odd beliefs or magical thinking (e.g. the supernatural or special connection or bond to an abuser))
- 흔치 않은 인지적 경험(어떤 목소리를 들음, 해리성 경험, 환각 등) (Unusual perceptional experiences (hearing a voice, dissociative experiences, illusions, etc.))
- 기이한 사고와 발언(예) 한 화제에서 다른 화제로 뛰어넘음) (Odd thought and speech (e.g. jumping from one topic to another))
- 기이한 행동이나 표정(Eccentric behavior and/or appearance)
- 편집 사고(Paranoid ideation)
- 기분과 얼굴 표정이 서로 맞지 않거나 상황과 맞지 않음(Moods and facial expressions that don't match each other or the situation)
- 가까운 지지자가 거의 없음(Few to no close supports)
- 친밀한 사람들에게조차 보이는 과도한 사회 불안(Excessive social anxiety that remains even with familiar people)

이러한 증상은 아동기 초기부터 시작할 것이다.

### DSM-IV-TR
DSM-IV-TR 진단 기준은 다음과 같다.
A. 사회성 및 대인관계 결핍의 광범위한 양상이 인지 또는 지각 왜곡과 행동의 기이함뿐 아니라
친밀한 관계에서의 심각한 불편감 및 감소된 능력으로,
초기 성인기에서 시작되어 다양한 상황에서 다음 중 5개 이상의 항목으로 나타난다.
- 관계망상적 사고 - 분명한 관계망상은 제외한다.
- 행동에 영향을 미치고 하위문화의 기준에 부합되지 않는 기이한 믿음이나 마술적 사고(예 : 미신, 천리안에 대한 믿음, 텔레파시나 육감, 아동이나 청소년에게서 보이는 기이한 환상이나 집착)
- 신체적 착각을 포함한 유별난 지각 경험
- 기이한 사고와 언어 (예 : 모호하고 우회적이고 은유적이고 지나치게 자세하게 묘사하거나 혹은 상동증적인 사고와 언어)
- 의심이나 편집증적인 사고
- 부적절하거나 메마른 정동
- 기이하고 엉뚱하거나 특이한 행동이나 외모
- 직계 가족 외에는 가까운 친구나 마음을 털어놓을 수 있는 사람이 없다.
- 자신에 대한 부정적인 판단보다는 편집증적인 두려움과 연관되어 있는, 친밀해져도 줄어들지 않는 과도한 사회적 불안.

B. 조현증, 정신증 양상이 있는 기분 장애 또는 기타 정신증 장애의 경과 중에만 나타나는 것이 아니고, 일반적인 의학적 상태의 직접적인 생리적 효과에 의한 것이 아니다.

#### 대안 모델
DSM-5와 DSM-5-TR의 제3장(Section III)은 성격장애 DSM-5 대안 모델(Alternative DSM-5 Model for Personality Disorders, AMPD)이 있다. AMPD는 6가지 특정 성격장애를 장애의 특성을 묘사하는 방식으로 정의하는데, 그중 하나가 분열형 성격장애이다. 성격장애가 성격 기능에 영향을 주는 성격 방식이다.
- 기준A(criterion A) : 정체성(identity), 자기방향(self-direction), 공감(empathy)과 친밀(intimacy)
- 기준B(criterion B) : 장애와 관련된 병리적 성격 특성(personality traits)의 목록화와 묘사
- 명시자(specifier) 관련 섹션[12]

AMPD에 의하면, 분열형 성격장애 환자의 일반적인 성격 문제는 자기감(sense of self)의 파편화, 타인과 개인 정체성 구분의 어려움이 있다. 감정 표현은 흔하지 않거나 상황과 연결되지 않는다. 이들은 명백한 목적이나 일관된 개인적 가치가 없을 수도 있다. 사회 역동(social dynamics)을 이해하는 것을 힘들어 하며, 때문에 타인의 의도를 곡해하는 경우가 많다. 사회적 상황에서 발생하는 의심과 불안감 때문에 가까운 관계는 유지하기 어렵다. 이 영역의 최소 2가지 이상 문제가 보일 때에 진단은 내려진다. 이 요소 중 2가지 이상이 있으면 "평범한 혹은 더 큰 지장(moderate or greater impairment)"이 있다고 본다. AMPD는 6가지 병리적 특성을 보이는데, 이는 고립(detachment)과 분열형 성격장애의 정신증적 경향(psychoticism)의 영역에서 나온 것이다. 4가 이상은 진단이 내려질 수 있다. 다른 특성은 명시자로서의 진단에 포함될 수 있다.
또한 환자는 성격장애 기준 C에서 G를 충족해야 하는데, 이는 특성과 증상이 안정적이고 시간이 지나도 변하지 않으며 최소한 청소년기나 아동기 초기에 발병하고, 다양한 상황에서도 드러나며, 다른 정신 질환으로 발병한 것도 아니고, 약물이나 의학적 질병에 의해 일어난 것도 아니며, 개인의 발달 단계나 문화, 종교에 비하였을 때 비정상적이어야 한다.

## 치료 및 역학
분열형 인격장애로 처음 병원을 찾아 치료받는 경우는 드물며, 불안장애나 우울장애 등 다른 정신질환의 치료 도중 동반적으로 진단받는 경우가 흔하다. 약물치료를 받게 되는 경우 할로페리돌 등의 조현병치료제가 쓰이게 되는 경우가 많다. 미국의 정신과의 폴 마르코비츠(Paul Markovitz)는 환자를 2가지 케이스로 분류했는데, 환자가 인식의 이상 등 거의 조현병에 가까운 증세를 보이는 경우 (또한 이것이 오랜 기간 지속되었으며 신경이완제가 효과적이지 않을 경우) 항정신병제를, 환자가 자신의 신념이나 행동에 강박적인 모습을 보이는 경우 SSRI를 쓰는 것이 더 효과적일 것이라고 하였다.
전체 인구의 3%가 분열형 장애의 경향을 보인다는 연구가 있으며, 이에 따르면 여성보다는 남성에게서 조금 더 흔하다. 조현병과의 유전적, 생리학적 관계가 있다고 예상되어 조현 스펙트럼(schizophrenia spectrum)에 포함되며, 실제로 조현병으로 발전하는 경우도 존재한다.

## 사례
30대 중반의 여성인 Y씨는 서울근교의 한 기도원에서 일을 하면서 숙식을 제공받고 있다. Y씨는 중학교를 중퇴한 상태였으며, 그 후로 음식점 종업원으로 일한 적이 있으나 대부분 1달도 채우지 못하고 쫓겨나곤 했다. 나사가 하나 풀린 듯 지시에 잘 따르지 못하고 엉뚱한 실수를 많이 하였으며 손님에게 불친절하게 대하는 경우가 많았기 때문이다. 현재 3년째 기도원의 식당에서 설거지와 음식재료 준비를 돕고 있으며 평소에는 거의 말이 없이 조용하게 지내는데 가끔 엉뚱한 말과 행동을 하여 주변사람들을 놀라게 하고 있다. 어울리지 않는 화장을 진하게 하고 예배에 참석하기도 하고, 하나님의 계시를 받았다며 횡설수설 할 때도 있고, 한 밤중에 귀신이 나타났다고 사람을 깨우는 등 이상한 행동을 종종 나타내곤 한다. 얼마 전에는 Y씨가 기도원에 방문한 여자신도와 다투는 일이 벌어졌는데, Y씨의 말에 따르면 자신은 천사와 사탄을 구분할 수 있으며 사탄의 기운이 느껴지는 그 여자신도를 쫓아내려고 싸웠다는 것이다.

## 같이 보기
- 인격 장애
- 조현증
- 피해망상
- 과민반응
- 편집성 인격 장애